# Fritz Sturm (Maler)
Fritz Sturm, eigentlich: Ludwig Christian Friedrich Sturm (* 17. Mai 1834 in Rostock; † 19. April 1906 in Berlin) war ein deutscher Landschafts- und Marinemaler.

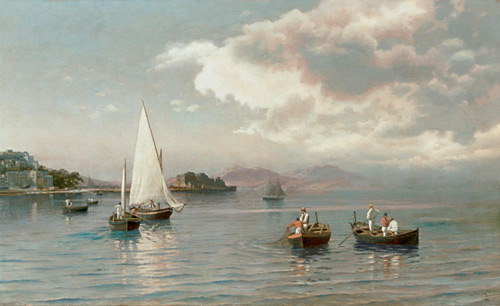
Fritz Sturm:
Sommertag an der Küste

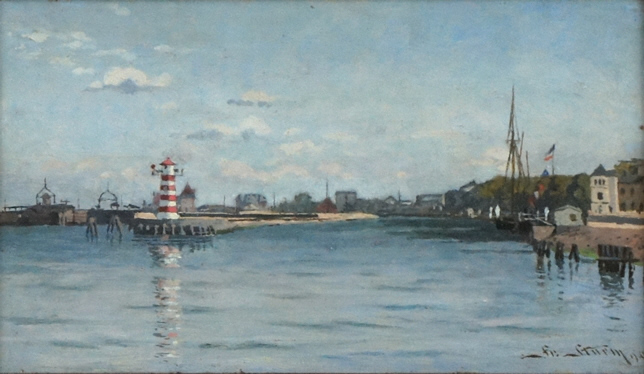
Fritz Sturm:
Warnemünde (1904)

## Leben und Wirken
Fritz Sturm war der Sohn des Lehrers Karl Sturm und dessen Frau Sophie, geb. Hagen. Der Vater unterrichtete vorwiegend Söhne von Seeleuten und war selbst zur See gefahren. Sturm fuhr zunächst ebenfalls zur See, musste diesen Beruf aber aus Gesundheitsgründen aufgeben und war danach als Stubenmaler tätig. Seine künstlerische Ausbildung begann er mit dem Studium an der Berliner Akademie von 1859 bis 1861 und weiter bis 1864 im Atelier des Marinemalers Hermann Eschke. Fortgesetzt wurden die Studien danach von 1866 bis 1870 unter Hans Fredrik Gude an der Karlsruher Akademie. Während seiner Studienjahre unternahm er zahlreiche Reisen: 1862 nach Schweden und Norwegen, 1863 in seine Mecklenburger Heimat, 1864 nach Holland und in die Schweiz sowie 1869 nach Italien. Von 1870 bis 1876 lebte er in Düsseldorf, wo er 1872 Adolfine Emma Stoll heiratete. Ab 1876 nahm er Berlin zum Wohnsitz. 1893 erhielt er vom Grossherzog von Mecklenburg-Schwerin die Goldene Medaille für Kunst und Wissenschaft. 1897 wurde Fritz Sturm zum Professor an der Berliner Akademie berufen.

## Werke / Ausstellungen (Auswahl)
Ausstellungen der Königlichen Akademie der Künste zu Berlin
- 1864: Strandpartie bei Ahrenshoop/Pommern. und Lootse, ein Schiff anrufend. (Fr. Sturm in Berlin, Schüler des Hrn. Eschke.)
- 1868: Die Mannschaft ein untergehendes Schiff verlassend.
- 1870: Cap Campanella.
- 1872: Fregatte „Thetis“ vor Anker.
- 1874: Sr. Majestät Panzerschiff „Kronprinz“.  Sr. Majestät Panzerschiff „König Wilhelm“.
- 1876: Marine bei Cuxhaven. Küstenlandschaft. Stimmungsbild,  Norwegische Küste.
- 1877: Marine an der Ostsee. Desgl. An der Küste Italiens. und Norddeutsche Landschaft.
- 1878: Capri. Ein Barkschiff vor dem Winde segelnd. und Ein Schoner, einlaufend.
- 1879: Lustfahrt an der Küste von Capri. und Lootsenboot im Gewitter.
- 1880: Wismar von der Seeseite. und Warnemünde von der Seeseite. (Abb. im Katalog).[2]
- 1881: Auslaufendes Rettungsboot bei Kuxhafen. Sund bei Helsingör. Schoner im stürmischen Wetter.
- 1883: Marine bei Helgoland. Motiv aus der Vorstadt von Oldenburg. (Abb. im Katalog)
- 1884: Marine im grossen Kanal. Marine in der Nordsee.
- 1888: Lotsenboot nach einem Wrack rudernd (Gewitterstimmung). Lustfahrt bei Helgoland.
- 1891: Torpedoboote in der Nähe Helgolands. Lotsenboot in bewegter See.
- 1893: Holländische Küste. Bei Neapel. Marine in der Nähe eines Hafens.

Große Berliner Kunstausstellungen
- 1894: Hafenparthie von Wismar.
- 1895: Nach dem Sturm / Capri. Abziehendes Gewitter auf der Nordsee.
- 1897: Mecklenburgische Landschaft. Ausfahrt des Kopenhagener Dampfers von Warnemünde.
- 1898: Norddeutsche Landschaft. Holländischer Fischer ein Barkschiff anrufend.
- 1899: „Fürst Bismarck“ auf dem Ocean.
- 1900: Lloyddampfer „Kaiser Wilhelm der Grosse“ bei Abendbeleuchtung.
- 1901: Barkschiff im Gewittersturm. (Abb. im Katalog).
- 1902: Nordspitze von Helgoland. Düne von Helgoland.
- 1904: Stettiner Hafenpartie bei Mondschein. (Abb. im Katalog).[3]
- 1905: Nach dem Gewitter.
- 1906: Capri von der Seeseite. Seesturm. (1866) Marine. (posthum)
- 1907: Schulschiff Stosch. (posthum)

Neben der regelmäßigen Teilnahme an den Ausstellungen der Königlichen Akademie der Künste zu Berlin und den Großen Berliner Kunstausstellungen war Fritz Sturm ebenso auf den Sächsischen Kunstausstellungen in Dresden, weiterhin in Bremen, Hannover, Düsseldorf und Wien vertreten. Im Londoner Kristallpalast gewann er 1872 eine silberne Medaille.